# アレゲニー郡 (ペンシルベニア州)
アレゲニー郡（英語: Allegheny County, Pennsylvania）は、アメリカ合衆国ペンシルベニア州にある郡。面積は1929平方キロメートル、人口は125万0578人（2020年）。郡庁所在地はピッツバーグ。その中心は超高層建築物が林立し世界的にも有名な企業や団体の本部があるピッツバーグ・ダウンタウンで、文教地区として知られるオークランドが隣接している。広域では、周辺の郡を合わせてピッツバーグ都市圏を形成している。
郡の名称はそこを流れるアレゲニー川から取っていて、別のモノンガヒラ川がピッツバーグで合流してオハイオ川となり、水上交通の至便性が同郡の発展の初期要素であった。

## 主な自治体

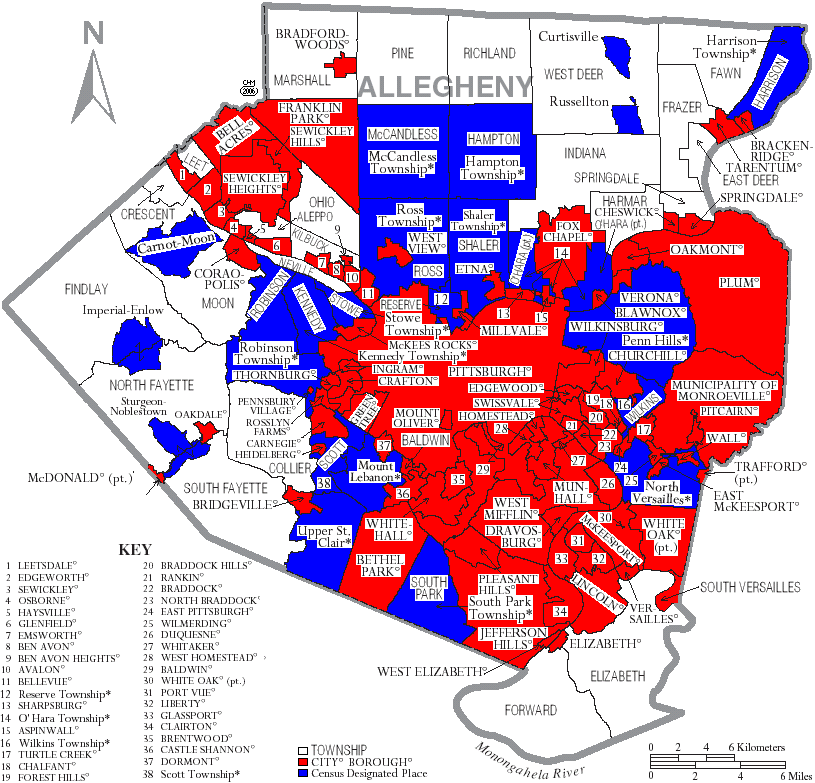
アレゲニー郡の自治体、市とボロは赤色、タウンシップが白色、国勢調査指定地域を青色で示す

### 市
- クレアトン
- ドゥーケイン
- マッキーズポート
- ピッツバーグ - 郡庁所在地

### ボロ（人口の多いもののみ）
- ボールドウィン
- ベセルパーク
- フランクリンパーク
- ジェファーソンヒルズ
- モンロービル
- マンホール
- プラム
- スイスヴェール
- ウェストミフリン
- ホワイトホール
- ウィルキンスバーグ

### タウンシップ（人口の多いもののみ）
- マッカンドレス
- マウントレバノン
- ペンヒルズ
- ロス
- シェイラー